# 四叉树

四元樹區塊的點資料分布圖

四元樹（英語：Quadtree）是一種樹狀資料結構，在每一個節點上會有四個子區塊。四元樹常應用於二維空間資料的分析與分類。 它將資料區分成為四個象限。資料範圍可以是方形或矩形或其他任意形狀。這種資料結構是由 拉斐爾·芬克爾與喬恩·本特利在1974年發展出來。類似的資料分割方法也稱為 Q-tree。所有的四元樹法有共同之特點:
- 可分解成為各自的區塊
- 每个区块都有节点容量。当节点达到最大容量时，节点分裂
- 樹狀資料結構依造四元樹法加以區分

## 形態
四元樹可以用他們資料形態的表示法來作分類，資料形態的項目有：區域、點、直線及曲線。四元樹也可以進行分類，不管樹的形態是否獨立於已處理過的排秩資料。一些四元樹的形態如下所示：

### 四元樹區塊
四元樹區塊表示為空間的分割，即在二維上分割區塊為四組相同的象限、次象限等，且每個葉節點包含有關特殊次區塊的資料。樹里的每個節點不是正好有4個子節點，就是沒有子節點(為一個樹葉節點)。四元樹區塊不是嚴格的一顆'樹' - 且位置的次分割與資料無關。他們是比較精確一些稱為'單詞查找樹'.
在一個深度為n的四元樹區塊中可以用來表示一個影像包含有2n × 2n的畫素，每個畫素的值為0或1。根節點表示全部影像區塊。假如畫素在任何區塊不是全部為0或1，那就可以進行畫分。在這個應用中，每個葉節點代表一個段落的畫素、段落畫素里面包含全部為零或全部為一的組合。
四元樹區塊也可以用為一種資料區塊上不同變化解析的表達法。比如，溫度在一個區塊中可以儲存為一個四元樹，而樹葉節點儲存著平均溫度涵蓋到它所擁有的次區塊。
假如四元樹區塊被用來表達一組點資料(諸如一組城市的經緯度)，區塊就進行次分割直到每個葉節點包含最多一個單點。

### 點四元樹
點四元樹修改自二叉树用來表示二維的點資料。點四元樹與四元樹都有共同的特點，不過於次分割的中心總是在一點時、點四元樹視為一真樹(true tree)。樹的形態根據編過序的資料而定。在比較二維規律資料點上是相當有效率的，經常運作在O(log n)的時間複雜度內。

#### 點四元樹的節點結構
點四元樹的節點類似於二叉樹的節點，它們之間的主要差別在於點四元樹有4個指標(每一個象限一個指標)、而一般二叉樹只有2個指標(左指標及右指標)。點四元樹的鍵值也是經常被分解為兩部分，如在直角坐標上的 x 及 y 值。因此，一個節點包含下列資訊：
- 4個指標(Pointer)：quad[‘NW’](西北)、quad[‘NE’](東北)、quad[‘SW’](西南)、及quad[‘SE’](東南)。
- 點；含有如下項目：
  - 鍵值；通常以直角座標(x, y)值來表示。
  - 值；比如是"名字"。

### 邊四元樹
邊四元樹是專門用來儲存直線而不是點。曲線能分割每格到很接近精細的解析度。如此能產生極度的不平衡樹，而此不平衡樹可能推翻索引的使用目的。

## 一些四元樹的常用法
- 圖像表示法
- 空間索引(Spatial index)。
- 在二維的有效率之碰撞偵測(collision detection)。
- 地形資料的隱藏面決定(Hidden surface determination)。
- 儲存分散資料，諸如試算表(spreadsheet)、或著一些矩陣計算的格式化資訊。
- 多維場的解法。(计算流体力学, 电磁学)
- 生命游戏模擬程式。[1]

四元樹為八叉树的二維類比。

## 區辨說明
假如幾何次分割不能減縮每個四元樹的項目數時，(例如，在資料重疊時)則四元樹的次分割失敗，為了使演算法能夠繼續進行其容量必須突破限制。比如，一個四元樹最大的容量為8，而且有9個點在(0, 0)，次分割將會造成3個空的四元樹，且每個空四元樹會包含最初的9個點，再次分割依此類推。因為樹必須允許在這樣的象限內超過8點，如此四元樹對帶有任意幾何(比如：地圖或圖形)的資料集才能夠達到O(N)的時間複雜度。

## 參看
- 八叉树
- 二叉空間分割(Binary space partitioning)
- k-d树(Kd-tree)
- R樹(R-tree)
- UB樹(UB-tree)
- 空間索引(Spatial index)
- 空間資料庫(Spatial database)

## 外部連結
- A discussion of the Quadtree and an application（页面存档备份，存于） （英文）
- Considerable discussion and demonstrations of Spatial Indexing （英文）